# How Far Shallow Takes You
How Far Shallow Takes You è il secondo album della band canadese Gob, pubblicato il 24 novembre 1998 tramite Fearless Records. In seguito a contrasti tra la band e l'etichetta, l'album è stato ripubblicato dalla Landspeed Records l'8 dicembre. Dal disco sono stati estratti due singoli: What to Do e Beauville.

## Tracce
1. 236 E. Broadway – 1:21
2. On These Days... – 2:24
3. Self-Appointed Leader – 3:12
4. Beauville – 1:42
5. What to Do – 2:22
6. The Mend – 1:38
7. Reign on Your Parade – 2:24
8. Suds – 2:25
9. Nothing New – 3:11
10. Burying Your Past – 1:39
11. Naked – 2:21
12. License from a Cereal Box – 2:03
13. Stand and Deliver – 1:33
14. OK – 2:08
15. Together – 1:59
16. Things Happen All the Time – 1:19
17. All We Are (hidden track) – 2:02
18. Paint It, Black (cover dei Rolling Stones; bonus track sull'edizione USA) – 3:17

## Formazione
- Theo Goutzinakis - voce e chitarra
- Tom Thacker - voce e chitarra
- Craig Wood - basso e voce di fondo
- Gabe Mantle - batteria e voce di fondo